# I Am Not Okay with This
I Am Not Okay with This is een Amerikaanse coming-of-age zwarte comedyserie, gebaseerd op het gelijknamige stripboek van Charles Forsman. De serie kwam op 26 februari 2020 uit op Netflix en kreeg positieve recensies, met lof voor de optredens, met name van de hoofdrolspelers Sophia Lillis en Wyatt Oleff.
Een tweede seizoen werd in augustus 2020 geannuleerd vanwege omstandigheden die verband hielden met de COVID-19-pandemie.

## Verhaal
De serie vertelt over het leven en opgroeien van de 17-jarige Sidney Novak, wiens vader een voormalige militair een jaar geleden zelfmoord pleegde, omdat hij niet langer kon tolereren wat hem overkwam. Het meisje ontdekt plotseling in zichzelf het vermogen tot telekinese, dat ze aanvankelijk toeschreef aan het opgroeien, maar begint dan te begrijpen dat er iets ongewoons met haar gebeurt. Ze leert haar capaciteiten te gebruiken en komt er uiteindelijk achter waarom haar vader zelfmoord heeft gepleegd.

## Rolverdeling
| Acteur                | Personage      |
| --------------------- | -------------- |
| Sophia Lillis         | Sydney Novak   |
| Wyatt Oleff           | Stanley Barber |
| Kathleen Rose Perkins | Maggie Novak   |
| Sofia Bryant          | Dina           |
| Richard Ellis         | Brad Lewis     |
| Zachary S. Williams   | Ricky Berry    |
| Aidan Wojtak-Hissong  | Liam Novak     |

## Afleveringen
Alle afleveringen zijn uitgebracht op 26 februari 2020.
1. Dear Diary...
2. The Master of One F**k
3. The Party's Over
4. Stan by Me
5. Another Day in Paradise
6. Like Father, Like Daughter
7. Deepest, Darkest Secret